# Parafia Najświętszej Maryi Panny Królowej Polski w Przemyślu
Parafia Matki Bożej Królowej Polski i św. Maksymiliana Marii Kolbego w Przemyślu – parafia rzymskokatolicka pod wezwaniem Najświętszej Maryi Panny Królowej Polski i św. Maksymiliana Marii Kolbego w Przemyślu, należąca do dekanatu Przemyśl II w archidiecezji przemyskiej.

## Historia
Początki parafii rozpoczęły się, gdy mieszkańcy osiedla "Kmiecie", zaadaptowali stodołę na kaplicę, którą 8 kwietnia 1979 roku poświęcił bp Tadeusz Błaszkiewicz. 15 kwietnia 1979 roku kaplicę wizytował bp Ignacy Tokarczuk, który odprawił pierwszą mszę św. rezurekcyjną. 8/9 czerwca 1979 roku rozpoczęto budowę drewnianego kościoła. 22 listopada 1979 roku do kościoła wprowadzono obraz Matki Bożej Częstochowskiej, poświęcony przez papieża Jana Pawła II w Częstochowie.
12 lipca 1980 roku dekretem bpa Ignacego Tokarczuka została erygowana parafia, w wydzielonego terytorium parafii św. Józefa w Przemyślu i parafii Ostrów. Pierwszym proboszczem został ks. Adam Michalski. 18 kwietnia 1998 roku rozpoczęto budowę murowanego kościoła, według projektu arch. mgr inż. Józefa Olecha. 27 września 1998 roku wmurowano kamień węgielny, a 17 grudnia 2000 roku abp Józef Michalik poświęcił nowy kościół. W latach 2006–2017 dokonano wewnętrznego wystroju kościoła. 17 czerwca 2018 roku abp Adam Szal dokonał konsekracji kościoła. Na terenie parafii jest 5 100 wiernych.
Proboszczowie parafii:
1979–1995. ks. Adam Michalski..
1995– nadal ks. prał. Marian Koźma.

## Terytorium parafii
Na terenie parafii jest 5 100 wiernych mieszkających przy ulicach: Bełwińska, Bielskiego (do domów Osiedle Rycerskie), Bieszczadzka, Bratnia, Daszyńskiego, Dubiecka, Dynowska,  Głogowska,  Grunwaldzka (od numeru 62 do końca oraz od numeru 97 do końca), Jasna, Jesionowa, Kmicica, Kadyi, ks. Skorupki (lewa strona), Legnicka, Płowiecka, Radosna, Raszyńska,   Rzeczna, Skrzetuskiego, Słabego, Węgierska (numery 1–51, 2–134), Wieniawskiego, Wołodyjowskiego,  Wybrzeże Ojca Świętego Jana Pawła II (od numeru 34), Zachariasiewicza, Zagłoby.